# José Tavares
José Fernando Gomes Tavares (Vila Nova de Gaia, 23 april 1966) – alias José Tavares – is een Portugees voormalig voetballer die als centrale middenvelder speelde.

## Clubcarrière
Tavares kwam gedurende zijn 20-jarige loopbaan als middenvelder achtereenvolgens uit voor CF Oliveira do Douro, FC Infesta, FC Porto, Boavista FC, SL Benfica – na een mislukt seizoen bij de Portugese topclub keerde hij terug naar Boavista – en União Leiria. In 2003 zette Tavares een punt achter zijn profcarrière.

## Interlandcarrière
Tavares speelde van 1994 tot 1996 acht interlands in het Portugees voetbalelftal en nam deel aan het Europees kampioenschap voetbal 1996 in Engeland.